# Opowieść śródecka z trębaczem na dachu i kotem w tle

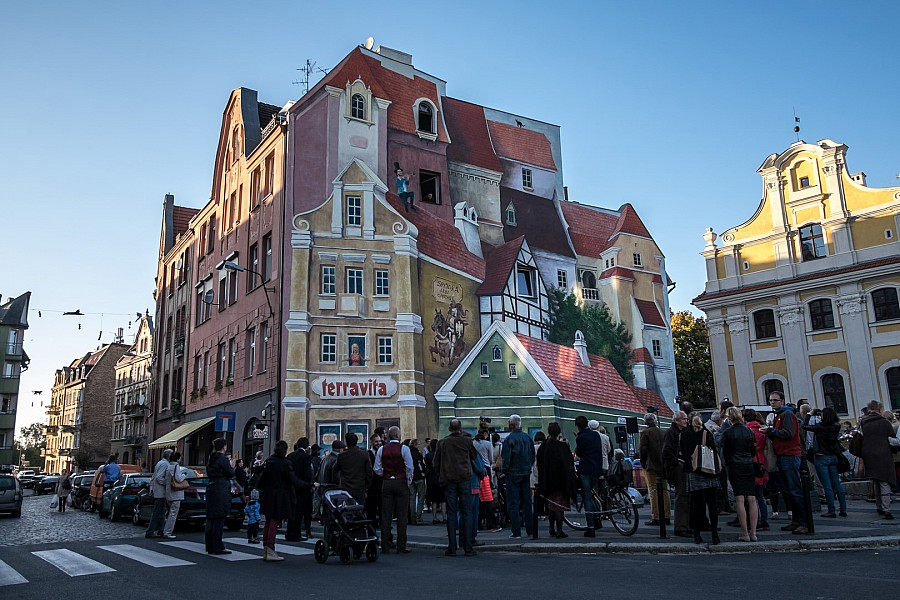
Mural w czasie odsłonięcia (1 października 2015)

Opowieść śródecka z trębaczem na dachu i kotem w tle – trójwymiarowy mural na poznańskiej Śródce na budynku przy ul. Śródka 3/Rynek Śródecki/Filipińska (naprzeciwko śródeckiego kościoła), odsłonięty 1 października 2015. Malowidło powstało na podstawie zdjęcia z lat 20. XX wieku. Autorem koncepcji jest Radosław Barek.

## Nagrody i wyróżnienia
- Obiekt specjalny – zdarzenie architektoniczne w konkursie na Nagrodę Roku SARP 2016[2],
- 5. miejsce w konkursie „7 nowych cudów Polski” prowadzonym przez National Geographic Polska (6. edycja, 2016)[3].